# Англо-саксонський фунт

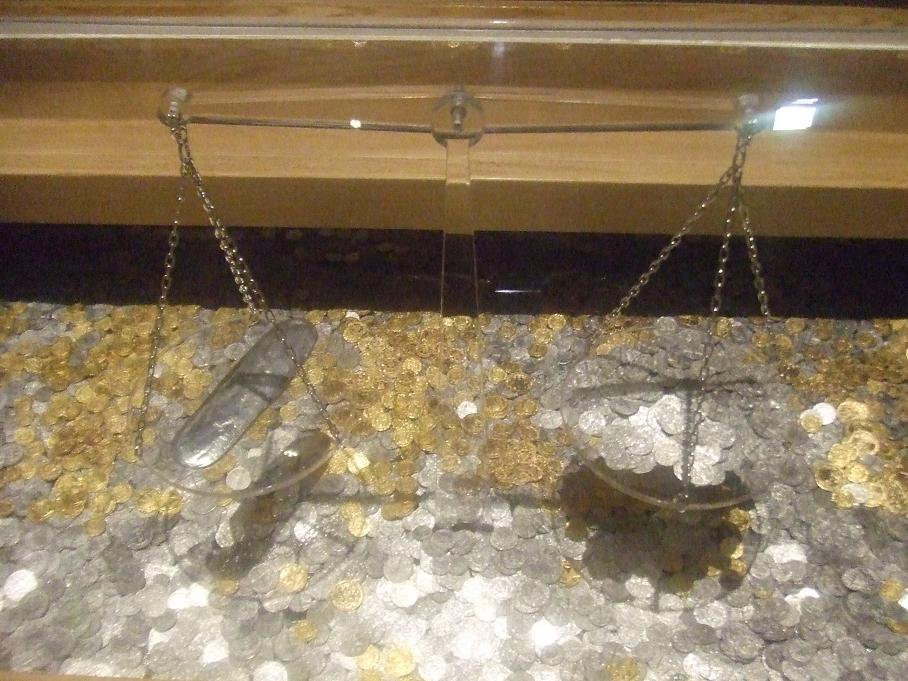
1 фунт срібла = 20 шилінгів = 240 срібних пенсів (стара міра)

Англо-саксонський фунт — грошова одиниця в англо-саксонській Англії, що дорівнювала 240 срібним пенсів і еквівалентна одному фунту ваги срібла. Є попередницею сучасної британської валюти — Фунта стерлінгів.
Система рахунку 12 пенсів = 1 шилінг, 20 шилінгів = 1 фунт була введена Пепіном або навіть раніше франкським королівством (див. французький лівр). Мерсійському королю Оффу приписують широке розповсюдження срібного пенні і фунта як одиниці рахунку.
Латинський відповідник для слова «фунт»-лібра. £ або ₤-це стилізоване написання букви L, скорочене написання лібри. Це подібно до абревіації фунту маси «IB». Приблизно до 1970-х років, особливо на друкарських машинках або клавіатурах без символу "£", було загальноприйнятим написання літери «L» або «І», замість «£».
Використання фунта за часів Оффа, також відомого як «саксонський фунт» або «фунт карбувальника», залишається практично незмінним до 1526 року, до того часу він був відомим як «Тауерський фунт». У 1526 році, тауерський фунт був замінений сучасним англійським тройським фунтом, що дорівнював 373,3 г, що за законом, дорівнює 16/15 тауерському фунтові.
Тауерський фунт мав масу 240 х 24 = 5 760 великих ячмінних зерен або, виражений сучасними англійськими тройськими зернами 5760 х 15/16 = 5 400 (350 г). Тауерський фунт був розділений на 12 унцій, кожна унція на 20 пенівейт, і кожен пенівейт на 24 ячмінні зерна. Таким чином, 480 зерен в тауерській унції, 5760 ячміних зерен в тауерському фунті, вагою 350 г. Англо-саксонський фунт (саксонський фунт, фунт карбувальника або тауерський фунт) залишився в обігу для срібних і золотих монет в Англії після прийняття середньовічного тройського фунта вагою в 367,5 г. Цей фунт в 12 унцій був у використанні в м. Труа, де марка 8 унцій (також Паризька марка) важила 245 г. Середньовічний тройський фунт важив 240 пенівейт на 1,53 г або 24 середньовічних тройських зерна (1/5760 частина нового фунта і важчий, ніж реальне ячмінне зерно). Тауерський фунт залишався у використанні для зважування золота і срібла до 1526 р.